# Христианство на Ближнем Востоке
«Христианство на Ближнем Востоке» — международный ежеквартальный двуязычный научный журнал открытого доступа по теологии и актуальным вопросам современной и исторической христианской ближневосточной проблематики. Основан в 2017 году.
Журнал публикует статьи в следующих основных рубриках:
1. Современное состояние христианской религии на Ближнем Востоке (1917 — наши дни)
- Христианство в Палестине
- Христианство на Аравийском полуострове
- Христианство на Севере Африки

2. Христианство в странах Большого Ближнего Востока
3. История христианства на Ближнем Востоке
- Римский период
- Византийский период
- Османский период

4. Христианство в Африке
- Современное положение христианской религии на Африканском континенте (1960 — наши дни)
- История христианского присутствия в Африке

4. Вопросы теологии
5. Рецензии и обзоры
Журнал включен в РИНЦ и Общецерковный перечень рецензируемых изданий, в которых должны публиковаться результаты исследований соискателей церковных ученых степеней доктора богословия, доктора церковной истории и кандидата богословия.
За последние годы в журнале были освещены вопросы положения христианских церквей в ближневосточном регионе, общин верующих, религиозных миссий; исследовались взаимоотношения христианских церквей, а также их отношения с другими религиями. Рассматривались вопросы богословского и церковно-практического характера, которые оказывали влияние на положение и развитие христианской религии на Ближнем Востоке на современном этапе. При этом в статьях особое внимание было уделено тематике преследования христиан и сокращению христианского присутствия в регионе.